# Jefe del Estado Mayor de la Fuerza Aérea de los Estados Unidos
El jefe del Estado Mayor de la Fuerza Aérea de los Estados Unidos (en inglés: Chief of Staff of the United States Air Force; CSAF) es el jefe de esta rama militar y miembro del Estado Mayor Conjunto. Como tal, es asesor del Consejo de Seguridad Nacional, del secretario de Defensa y del presidente.

Bandera

El actual jefe es el general Charles Q. Brown, Jr., 22.º en ocupar el cargo (desde el 6 de agosto de 2020).